# Preliminariile Campionatului European de Fotbal 2016 – Grupa A

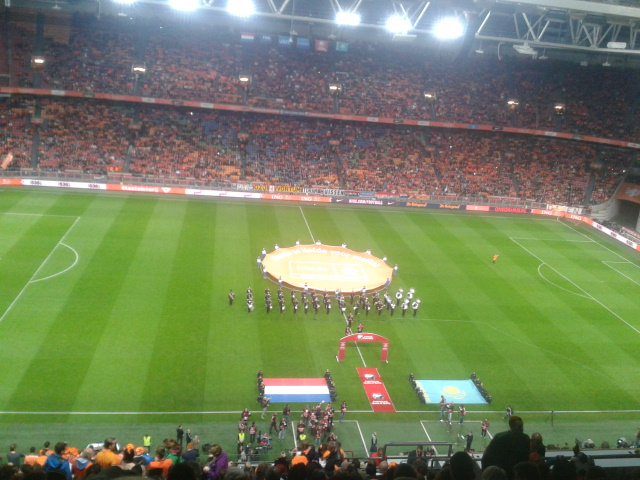
Înainte de meciul Țările de Jos – Kazahstan

Grupa A din preliminariile Campionatului European de Fotbal 2016 este una dintre cele nouă grupe care va decide echipele ce se vor califica pentru turneul final. Din această grupă fac parte Țările de Jos, Cehia, Turcia, Letonia, Islanda și Kazahstan, iar fiecare dintre ele va juca câte două meciuri contra celorlalte echipe din grupă.

## Grupă
| Legendă pentru culorile grupelor       |
| -------------------------------------- |
| Echipă calificată direct pentru turneu |
| Echipă care merge la baraj             |

Vezi departajările dacă două sau mai multe echipe au același număr de puncte.
| Echipa        | MJ | V | E | Î | GM | GP | G   | Pct |
| ------------- | -- | - | - | - | -- | -- | --- | --- |
| Islanda       | 10 | 6 | 2 | 2 | 17 | 6  | +11 | 20  |
| Cehia         | 10 | 7 | 1 | 2 | 19 | 14 | +5  | 22  |
| Turcia        | 10 | 5 | 3 | 2 | 14 | 9  | +5  | 18  |
| Țările de Jos | 10 | 4 | 1 | 5 | 17 | 14 | +3  | 13  |
| Kazahstan     | 10 | 1 | 2 | 7 | 7  | 18 | −11 | 5   |
| Letonia       | 10 | 0 | 5 | 5 | 6  | 19 | −13 | 5   |

## Meciuri
Programul a fost anunțat de UEFA în aceeași zi cu tragerea la sorți, pe 23 februarie 2014, la Nisa. Orele de început sunt CET/CEST (ora locală este în paranteze).
| Kazahstan | 0−0    | Letonia |
| --------- | ------ | ------- |
|           | Report |         |

| Cehia                  | 2–1    | Țările de Jos |
| ---------------------- | ------ | ------------- |
| Dočkal 22' Pilař 90+1' | Report | De Vrij 55'   |

| Islanda                                         | 3–0    | Turcia |
| ----------------------------------------------- | ------ | ------ |
| Böðvarsson 19' G. Sigurðsson 76' Sigþórsson 77' | Report |        |

| Letonia | 0–3    | Islanda                                       |
| ------- | ------ | --------------------------------------------- |
|         | Report | G. Sigurðsson 66' Gunnarsson 77' Gíslason 90' |

| Țările de Jos                                   | 3–1    | Kazahstan   |
| ----------------------------------------------- | ------ | ----------- |
| Huntelaar 62' Afellay 82' Van Persie 89' (pen.) | Report | Abdulin 17' |

| Turcia   | 1–2    | Cehia                |
| -------- | ------ | -------------------- |
| Bulut 8' | Report | Sivok 15' Dočkal 58' |

| Kazahstan             | 2–4    | Cehia                                      |
| --------------------- | ------ | ------------------------------------------ |
| Logvinenko 84', 90+1' | Report | Dočkal 13' Lafata 44' Krejčí 56' Necid 88' |

| Islanda                       | 2–0    | Țările de Jos |
| ----------------------------- | ------ | ------------- |
| G. Sigurðsson 10' (pen.), 42' | Report |               |

| Letonia           | 1–1    | Turcia   |
| ----------------- | ------ | -------- |
| Šabala 54' (pen.) | Report | Kısa 47' |

| Țările de Jos                                              | 6–0    | Letonia |
| ---------------------------------------------------------- | ------ | ------- |
| van Persie 6' Robben 35', 82' Huntelaar 42', 89' Bruma 78' | Report |         |

| Cehia                                   | 2–1    | Islanda       |
| --------------------------------------- | ------ | ------------- |
| Kadeřábek 45+1' Hallfreðsson 61' (aut.) | Report | Sigurðsson 9' |

| Turcia                          | 3–1    | Kazahstan         |
| ------------------------------- | ------ | ----------------- |
| Yılmaz 26' (pen.), 29' Aziz 83' | Report | Smakov 87' (pen.) |

| Kazahstan | 0–3    | Islanda                             |
| --------- | ------ | ----------------------------------- |
|           | Report | Guðjohnsen 20' Bjarnason 32', 90+1' |

| Cehia     | 1–1    | Letonia          |
| --------- | ------ | ---------------- |
| Pilař 90' | Report | A. Višņakovs 30' |

| Țările de Jos   | 1–1    | Turcia     |
| --------------- | ------ | ---------- |
| Huntelaar 90+2' | Report | Yılmaz 37' |

| Kazahstan | 0–1    | Turcia    |
| --------- | ------ | --------- |
|           | Report | Turan 83' |

| Islanda                       | 2–1    | Cehia      |
| ----------------------------- | ------ | ---------- |
| Gunnarsson 60' Sigþórsson 76' | Report | Dočkal 55' |

| Letonia | 0–2    | Țările de Jos              |
| ------- | ------ | -------------------------- |
|         | Report | Wijnaldum 67' Narsingh 71' |

| Cehia          | 2–1    | Kazahstan      |
| -------------- | ------ | -------------- |
| Škoda 74', 86' | Report | Logvinenko 21' |

| Țările de Jos | 0–1    | Islanda                  |
| ------------- | ------ | ------------------------ |
|               | Report | G. Sigurðsson 51' (pen.) |

| Turcia   | 1–1    | Letonia      |
| -------- | ------ | ------------ |
| İnan 77' | Report | Šabala 90+1' |

| Letonia     | 1–2    | Cehia                    |
| ----------- | ------ | ------------------------ |
| Zjuzins 73' | Report | Limberský 13' Darida 25' |

| Turcia                          | 3–0    | Țările de Jos |
| ------------------------------- | ------ | ------------- |
| Özyakup 8' Turan 26' Yılmaz 86' | Report |               |

| Islanda | 0–0    | Kazahstan |
| ------- | ------ | --------- |
|         | Report |           |

| Islanda                         | 2–2    | Letonia              |
| ------------------------------- | ------ | -------------------- |
| Sigþórsson 5' G. Sigurðsson 27' | Report | Cauņa 49' Šabala 68' |

| Kazahstan  | 1–2    | Țările de Jos              |
| ---------- | ------ | -------------------------- |
| Kuat 90+6' | Report | Wijnaldum 33' Sneijder 50' |

| Cehia | 0–2    | Turcia                         |
| ----- | ------ | ------------------------------ |
|       | Report | İnan 62' (pen.) Çalhanoğlu 80' |

| Letonia | 0–1    | Kazahstan |
| ------- | ------ | --------- |
|         | Report | Kuat 65'  |

| Țările de Jos                | 2–3    | Cehia                                         |
| ---------------------------- | ------ | --------------------------------------------- |
| Huntelaar 70' Van Persie 83' | Report | Kadeřábek 24' Šural 35' Van Persie 66' (aut.) |

| Turcia   | 1–0    | Islanda |
| -------- | ------ | ------- |
| İnan 89' | Report |         |

## Golgheteri
6 goluri
- Gylfi Sigurðsson

5 goluri
- Klaas-Jan Huntelaar

4 goluri
- Bořek Dočkal
- Burak Yılmaz

3 goluri
- Kolbeinn Sigþórsson
- Yuriy Logvinenko
- Valērijs Šabala
- Robin van Persie
- Selçuk İnan

2 goluri
- Václav Pilař
- Milan Škoda
- Birkir Bjarnason
- Aron Gunnarsson
- Kolbeinn Sigþórsson
- Valērijs Šabala
- Arjen Robben
- Robin van Persie
- Arda Turan

1 gol
- Vladimír Darida
- Ladislav Krejčí
- David Lafata
- David Limberský
- Tomáš Necid
- Tomáš Sivok
- Josef Šural
- Jón Daði Böðvarsson
- Rúrik Gíslason
- Eiður Guðjohnsen
- Ragnar Sigurðsson
- Rinat Abdulin
- Samat Smakov
- Aleksandrs Cauņa
- Aleksejs Višņakovs
- Artūrs Zjuzins
- Ibrahim Afellay
- Jeffrey Bruma
- Stefan de Vrij
- Luciano Narsingh
- Wesley Sneijder
- Serdar Aziz
- Umut Bulut
- Hakan Çalhanoğlu
- Bilal Kısa
- Oğuzhan Özyakup

1 autogol

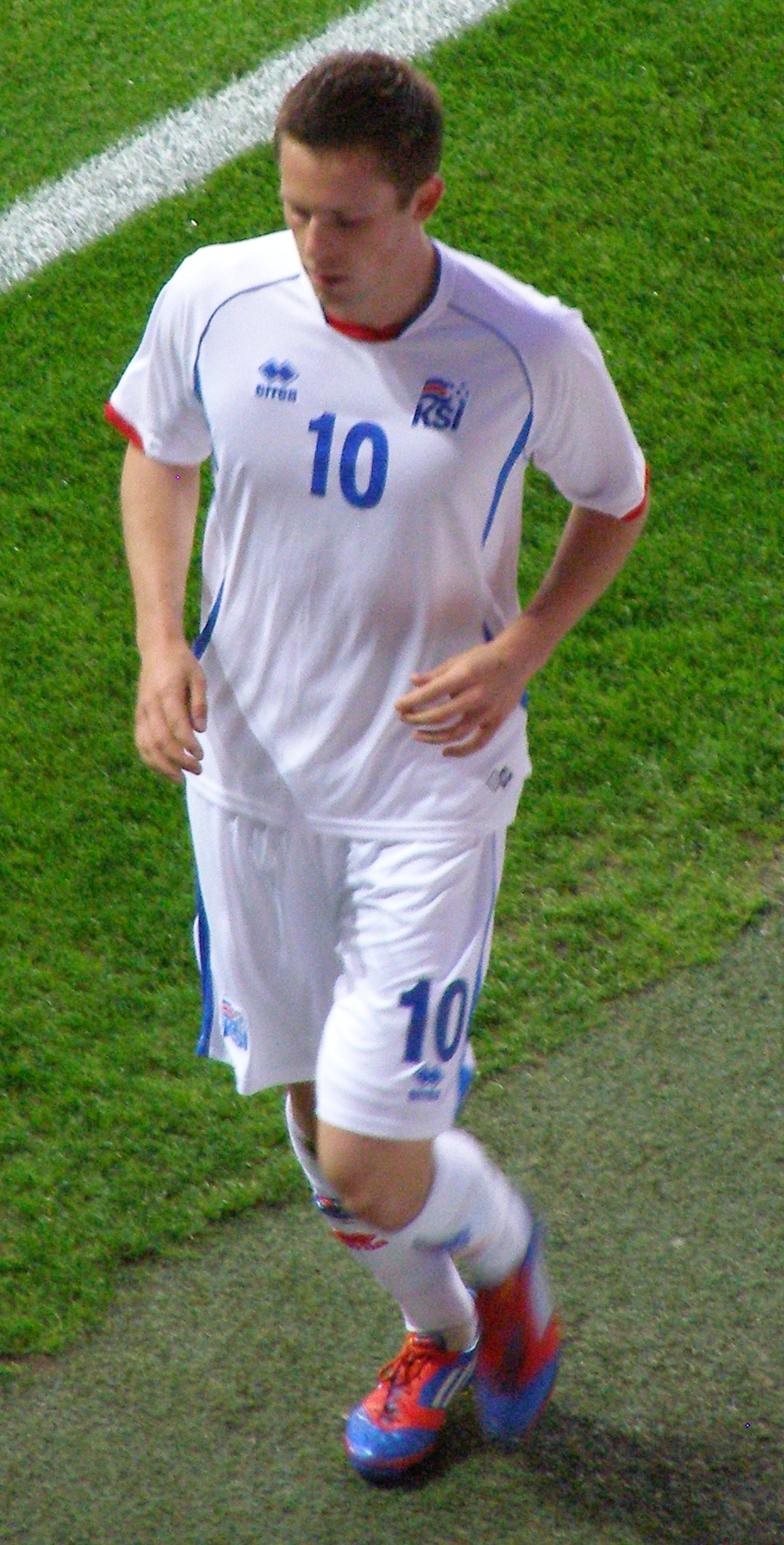
Gylfi Sigurðsson (Islanda) este golgheterul grupei, cu 6 goluri înscrise

- Hannes Þór Halldórsson (jucând contra Cehiei)
- Robin van Persie (jucând contra Cehiei)

## Disciplină
Un jucător este suspendat automat pentru următorul meci dacă a comis următoarele ofense:
- Primirea unui cartonaș roșu (suspendarea poate fi extinsă pentru injurii mai serioase)
- Primirea a trei cartonașe galbene în trei meciuri diferite, precum și după al cincilea și oricare altul (suspendările sunt valabile și pentru baraj, dar nu și pentru turneul final sau pentru viitoarele meciuri internaționale)

Următorii jucători au fost (sau vor fi) suspendați pentru unul dintre meciurile din preliminarii:
| Națională     | Jucător              | Avertizat | Suspendat                                                                                             |
| ------------- | -------------------- | --- | --- |
| Cehia         | Bořek Dočkal         | contra Islandei (16 noiembrie 2014) contra Letoniei (28 martie 2015) contra Turciei (10 octombrie 2015)          | contra Țărilor de Jos (13 octombrie 2015)                                                             |
| Islanda       | Aron Gunnarsson      | contra Kazahstanului (6 septembrie 2015)                                                                         | contra Letoniei (10 octombrie 2015)                                                                   |
| Kazahstan     | Bauyrzhan Dzholchiev | contra Țărilor de Jos (10 octombrie 2014)                                                                        | contra Cehiei (13 octombrie 2014) contra Turciei (16 noiembrie 2014) contra Islandei (28 martie 2015) |
| Kazahstan     | Dmitri Shomko        | contra Țărilor de Jos (10 octombrie 2014) contra Turciei (12 iunie 2015) contra Cehiei (3 septembrie 2015)       | contra Islandei (6 septembrie 2015)                                                                   |
| Letonia       | Artjoms Rudņevs      | contra Islandei (10 octombrie 2014)                                                                              | contra Turciei (13 octombrie 2014)                                                                    |
| Letonia       | Gints Freimanis      | contra Turciei (13 octombrie 2014)                                                                               | contra Țărilor de Jos (16 noiembrie 2014)                                                             |
| Țările de Jos | Bruno Martins Indi   | contra Islandei (3 septembrie 2015)                                                                              | contra Turciei (3 septembrie 2015)                                                                    |
| Țările de Jos | Gregory van der Wiel | contra Turciei (28 martie 2015) contra Islandei (3 septembrie 2015) contra Turciei (6 septembrie 2015)           | contra Kazahstanului (10 octombrie 2015)                                                              |
| Turcia        | Ömer Toprak          | contra Islandei (9 septembrie 2014)                                                                              | contra Cehiei (10 octombrie 2014)                                                                     |
| Turcia        | Arda Turan           | contra Islandei (9 septembrie 2014) contra Letoniei (13 octombrie 2014) contra Kazahstanului (16 noiembrie 2014) | contra Țărilor de Jos (28 martie 2015)                                                                |